# Florian Vermeersch
Florian Vermeersch   (Gant, 12 de març de 1999) és un ciclista professional belga, que actualment corre amb l'equip UAE Team Emirates XRG.

## Carrera
L'1 de juny de 2020, Vermeersch va ser ascendit de l'equip amateur sub-23.Vermeersch també va competir en ciclo-cròs, en el qual va tenir un gran èxit. Mentre era ciclista professional, estudià història a la Universitat de Gant. El 2021, va quedar tercer en la contrarellotge masculina de la UCI Road World Under-23. A la cursa París-Roubaix de 2021, que s'havia ajornat a l'abril a causa de la pandèmia de la COVID-19, va entrar a la primera escapada d'uns 30 corredors i finalment va acabar segon darrere de Sonny Colbrelli i per davant de Mathieu van der Poel en un tres esprint d'home al velòdrom.

### 2024
Vermeersch va patir una fractura de fèmur en un accident durant la seva primera carrera del 2024 a la Vuelta a Múrcia el 10 de febrer. L'accident es va produir en la baixada de l'Alto Collado Bermejo, i el va obligar a perdre's les Clàssiques de Primavera.
El 24 d'abril, es va anunciar que Vermeersch s'uniria a UAE Team Emirates amb un contracte de diversos anys a partir de la temporada 2025.

#### Classificació general a les Grans Voltes
| Gran Tour        | 2021 | 2022 | 2023 |
| ---------------- | ---- | ---- | ---- |
| Giro d'Itàlia    | —    | —    | —    |
| Tour de França   | —    | 108  | 120  |
| Vuelta a Espanya | 121  | —    | —    |

| —   | No va competir |
| DNF | No va acabar   |